# Adistemia pubescens
Adistemia pubescens es una especie de coleóptero de la familia Latridiidae.

## Distribución geográfica
Habita en Chile.